# شوشوني

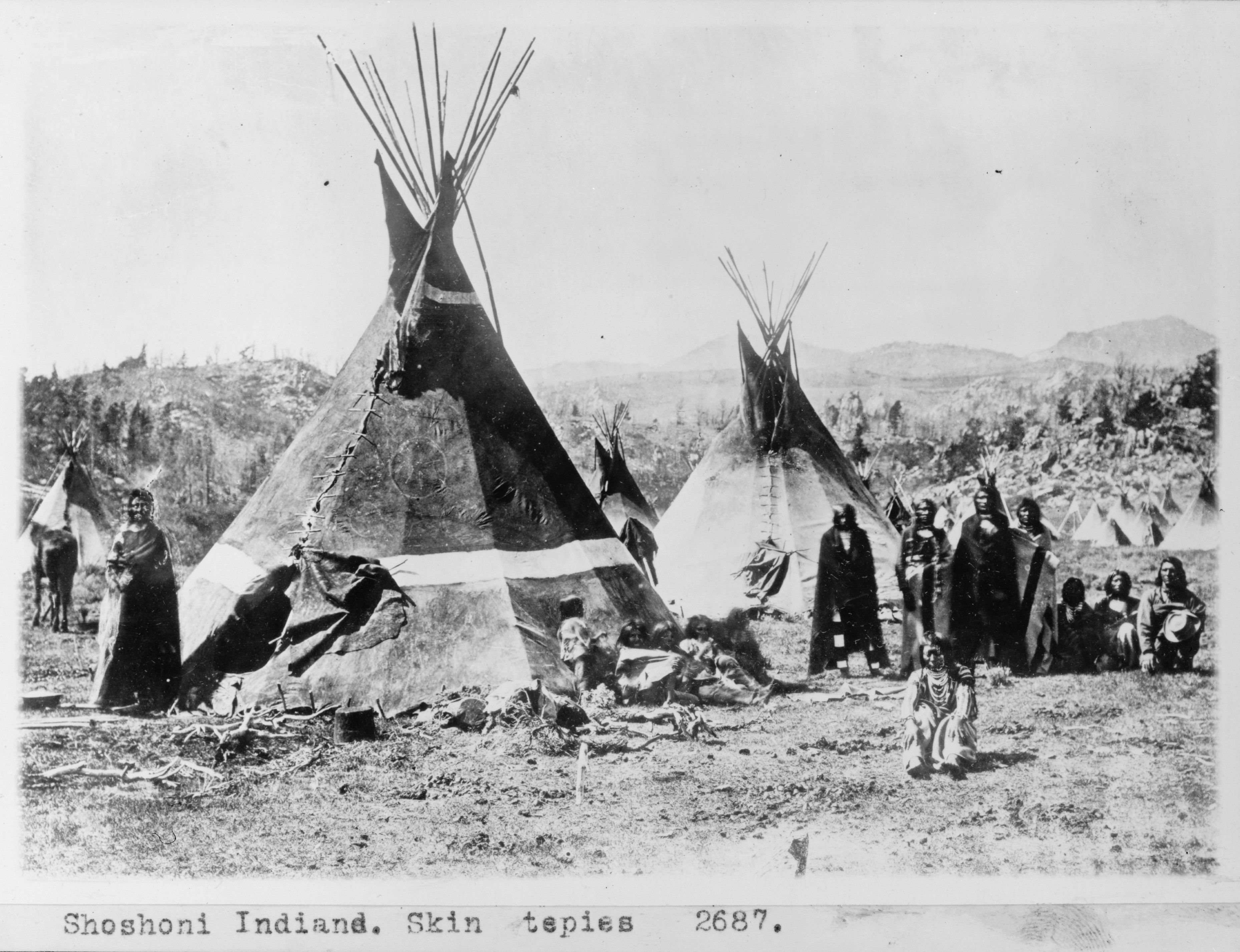
قرية شوشوني

شوشوني هي قبيلة أمريكية أصلية في الولايات المتحدة. ويطلق عليهم كذلك الأفاعي أو شعب الثعابين. أنهم قريبون من البايوت، والأوتس و الكومانش. عند وصول المستوطنين الأوروبيين الأولى، كانو منتشرون في مساحات كبيرة من الحوض العظيم والسهول الكبرى. تأقلموا على استخدام الحصان بسرعة.